# Eubalaena
Eubalaena là một chi động vật có vú trong họ Balaenidae, bộ Cetacea. Chi này được Gray miêu tả năm 1864. Loài điển hình của chi này là Balaena australis Desmoulins, 1822.

## Hình ảnh

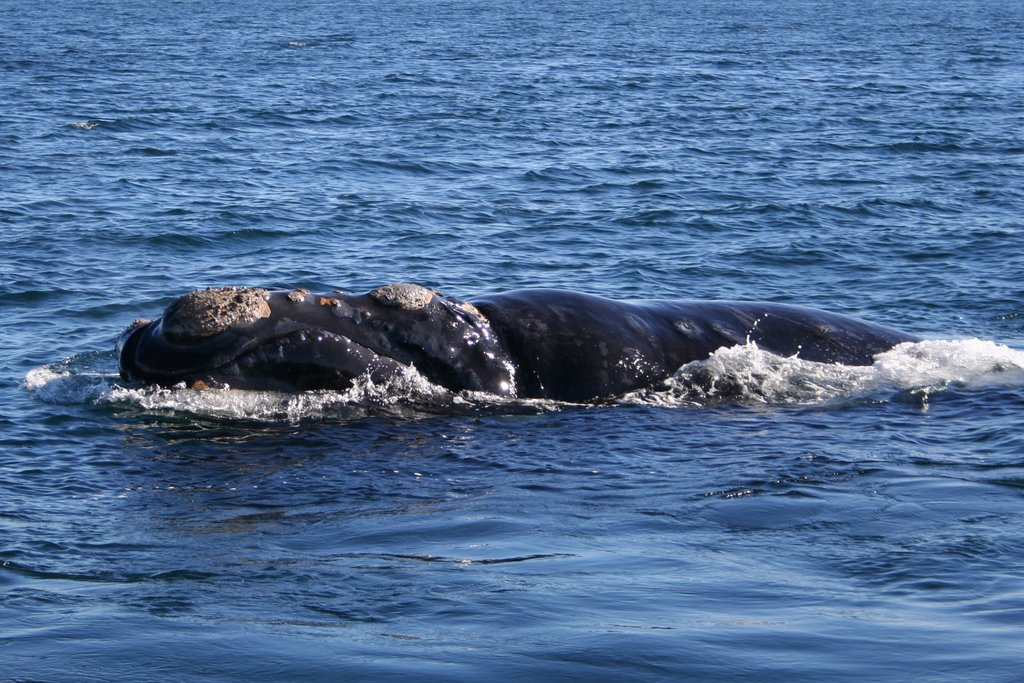
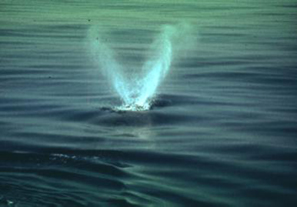
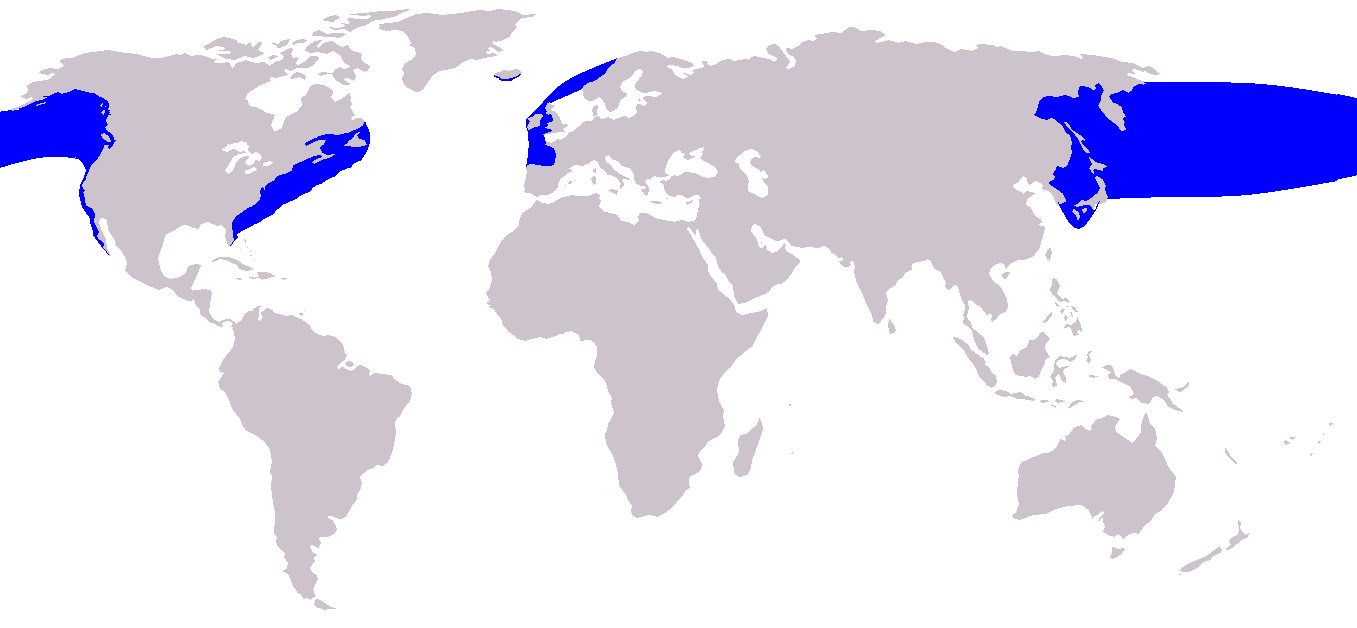

## Các loài
Chi này gồm các loài: